# Мая-2 тема
Тема Мая-2 — тема в шаховій композиції . Суть теми — загроза двох матів хибного сліду стає подвійним матом у варіанті рішення і подвійний мат варіанту хибної гри стає подвійною загрозою матів у  рішенні.  

## Історія
Ідею запропонував у 1956 році італійський шаховий композитор Луїджі Май (15.02.1903 — 16.10.1970). У 1960 році італійський журнал «Il Due Mosse» провів тематичний конкурс на цю тему.
В хибному сліді виникає дві загрози мату і на один захист чорних виникає інші два різні мати чорному королю. В рішенні  — мати варіанту захисту хибної гри стають подвійною загрозою і подвійна загроза матів хибної гри стає подвійним матом на один захист. По суті в хибній грі і в дійсному рішенні проходить чергування переміни функцій тематичної подвійної загрози і тематичної дуалі.
Оскільки є ще тема Мая-1, ця ідея дістала назву — тема Мая-2.

Алгоритм теми:
1. X? ~ 2. A, B #

1. … a 2. C, D #, 1. … b!

1. Y! ~ 2. C, D #

1. … a 2. A, B #
|   | a | b | c | d | e | f | g | h |   |
| 8 | f7 білий кінь · c6 білий пішак · e6 чорний король · g6 білий король · d5 білий кінь · f5 біла тура · f4 чорний пішак · g4 чорний кінь · a3 чорний слон · c3 білий слон · g2 білий слон | f7 білий кінь · c6 білий пішак · e6 чорний король · g6 білий король · d5 білий кінь · f5 біла тура · f4 чорний пішак · g4 чорний кінь · a3 чорний слон · c3 білий слон · g2 білий слон | f7 білий кінь · c6 білий пішак · e6 чорний король · g6 білий король · d5 білий кінь · f5 біла тура · f4 чорний пішак · g4 чорний кінь · a3 чорний слон · c3 білий слон · g2 білий слон | f7 білий кінь · c6 білий пішак · e6 чорний король · g6 білий король · d5 білий кінь · f5 біла тура · f4 чорний пішак · g4 чорний кінь · a3 чорний слон · c3 білий слон · g2 білий слон | f7 білий кінь · c6 білий пішак · e6 чорний король · g6 білий король · d5 білий кінь · f5 біла тура · f4 чорний пішак · g4 чорний кінь · a3 чорний слон · c3 білий слон · g2 білий слон | f7 білий кінь · c6 білий пішак · e6 чорний король · g6 білий король · d5 білий кінь · f5 біла тура · f4 чорний пішак · g4 чорний кінь · a3 чорний слон · c3 білий слон · g2 білий слон | f7 білий кінь · c6 білий пішак · e6 чорний король · g6 білий король · d5 білий кінь · f5 біла тура · f4 чорний пішак · g4 чорний кінь · a3 чорний слон · c3 білий слон · g2 білий слон | f7 білий кінь · c6 білий пішак · e6 чорний король · g6 білий король · d5 білий кінь · f5 біла тура · f4 чорний пішак · g4 чорний кінь · a3 чорний слон · c3 білий слон · g2 білий слон | 8 |
| 7 | f7 білий кінь · c6 білий пішак · e6 чорний король · g6 білий король · d5 білий кінь · f5 біла тура · f4 чорний пішак · g4 чорний кінь · a3 чорний слон · c3 білий слон · g2 білий слон | f7 білий кінь · c6 білий пішак · e6 чорний король · g6 білий король · d5 білий кінь · f5 біла тура · f4 чорний пішак · g4 чорний кінь · a3 чорний слон · c3 білий слон · g2 білий слон | f7 білий кінь · c6 білий пішак · e6 чорний король · g6 білий король · d5 білий кінь · f5 біла тура · f4 чорний пішак · g4 чорний кінь · a3 чорний слон · c3 білий слон · g2 білий слон | f7 білий кінь · c6 білий пішак · e6 чорний король · g6 білий король · d5 білий кінь · f5 біла тура · f4 чорний пішак · g4 чорний кінь · a3 чорний слон · c3 білий слон · g2 білий слон | f7 білий кінь · c6 білий пішак · e6 чорний король · g6 білий король · d5 білий кінь · f5 біла тура · f4 чорний пішак · g4 чорний кінь · a3 чорний слон · c3 білий слон · g2 білий слон | f7 білий кінь · c6 білий пішак · e6 чорний король · g6 білий король · d5 білий кінь · f5 біла тура · f4 чорний пішак · g4 чорний кінь · a3 чорний слон · c3 білий слон · g2 білий слон | f7 білий кінь · c6 білий пішак · e6 чорний король · g6 білий король · d5 білий кінь · f5 біла тура · f4 чорний пішак · g4 чорний кінь · a3 чорний слон · c3 білий слон · g2 білий слон | f7 білий кінь · c6 білий пішак · e6 чорний король · g6 білий король · d5 білий кінь · f5 біла тура · f4 чорний пішак · g4 чорний кінь · a3 чорний слон · c3 білий слон · g2 білий слон | 7 |
| 6 | f7 білий кінь · c6 білий пішак · e6 чорний король · g6 білий король · d5 білий кінь · f5 біла тура · f4 чорний пішак · g4 чорний кінь · a3 чорний слон · c3 білий слон · g2 білий слон | f7 білий кінь · c6 білий пішак · e6 чорний король · g6 білий король · d5 білий кінь · f5 біла тура · f4 чорний пішак · g4 чорний кінь · a3 чорний слон · c3 білий слон · g2 білий слон | f7 білий кінь · c6 білий пішак · e6 чорний король · g6 білий король · d5 білий кінь · f5 біла тура · f4 чорний пішак · g4 чорний кінь · a3 чорний слон · c3 білий слон · g2 білий слон | f7 білий кінь · c6 білий пішак · e6 чорний король · g6 білий король · d5 білий кінь · f5 біла тура · f4 чорний пішак · g4 чорний кінь · a3 чорний слон · c3 білий слон · g2 білий слон | f7 білий кінь · c6 білий пішак · e6 чорний король · g6 білий король · d5 білий кінь · f5 біла тура · f4 чорний пішак · g4 чорний кінь · a3 чорний слон · c3 білий слон · g2 білий слон | f7 білий кінь · c6 білий пішак · e6 чорний король · g6 білий король · d5 білий кінь · f5 біла тура · f4 чорний пішак · g4 чорний кінь · a3 чорний слон · c3 білий слон · g2 білий слон | f7 білий кінь · c6 білий пішак · e6 чорний король · g6 білий король · d5 білий кінь · f5 біла тура · f4 чорний пішак · g4 чорний кінь · a3 чорний слон · c3 білий слон · g2 білий слон | f7 білий кінь · c6 білий пішак · e6 чорний король · g6 білий король · d5 білий кінь · f5 біла тура · f4 чорний пішак · g4 чорний кінь · a3 чорний слон · c3 білий слон · g2 білий слон | 6 |
| 5 | f7 білий кінь · c6 білий пішак · e6 чорний король · g6 білий король · d5 білий кінь · f5 біла тура · f4 чорний пішак · g4 чорний кінь · a3 чорний слон · c3 білий слон · g2 білий слон | f7 білий кінь · c6 білий пішак · e6 чорний король · g6 білий король · d5 білий кінь · f5 біла тура · f4 чорний пішак · g4 чорний кінь · a3 чорний слон · c3 білий слон · g2 білий слон | f7 білий кінь · c6 білий пішак · e6 чорний король · g6 білий король · d5 білий кінь · f5 біла тура · f4 чорний пішак · g4 чорний кінь · a3 чорний слон · c3 білий слон · g2 білий слон | f7 білий кінь · c6 білий пішак · e6 чорний король · g6 білий король · d5 білий кінь · f5 біла тура · f4 чорний пішак · g4 чорний кінь · a3 чорний слон · c3 білий слон · g2 білий слон | f7 білий кінь · c6 білий пішак · e6 чорний король · g6 білий король · d5 білий кінь · f5 біла тура · f4 чорний пішак · g4 чорний кінь · a3 чорний слон · c3 білий слон · g2 білий слон | f7 білий кінь · c6 білий пішак · e6 чорний король · g6 білий король · d5 білий кінь · f5 біла тура · f4 чорний пішак · g4 чорний кінь · a3 чорний слон · c3 білий слон · g2 білий слон | f7 білий кінь · c6 білий пішак · e6 чорний король · g6 білий король · d5 білий кінь · f5 біла тура · f4 чорний пішак · g4 чорний кінь · a3 чорний слон · c3 білий слон · g2 білий слон | f7 білий кінь · c6 білий пішак · e6 чорний король · g6 білий король · d5 білий кінь · f5 біла тура · f4 чорний пішак · g4 чорний кінь · a3 чорний слон · c3 білий слон · g2 білий слон | 5 |
| 4 | f7 білий кінь · c6 білий пішак · e6 чорний король · g6 білий король · d5 білий кінь · f5 біла тура · f4 чорний пішак · g4 чорний кінь · a3 чорний слон · c3 білий слон · g2 білий слон | f7 білий кінь · c6 білий пішак · e6 чорний король · g6 білий король · d5 білий кінь · f5 біла тура · f4 чорний пішак · g4 чорний кінь · a3 чорний слон · c3 білий слон · g2 білий слон | f7 білий кінь · c6 білий пішак · e6 чорний король · g6 білий король · d5 білий кінь · f5 біла тура · f4 чорний пішак · g4 чорний кінь · a3 чорний слон · c3 білий слон · g2 білий слон | f7 білий кінь · c6 білий пішак · e6 чорний король · g6 білий король · d5 білий кінь · f5 біла тура · f4 чорний пішак · g4 чорний кінь · a3 чорний слон · c3 білий слон · g2 білий слон | f7 білий кінь · c6 білий пішак · e6 чорний король · g6 білий король · d5 білий кінь · f5 біла тура · f4 чорний пішак · g4 чорний кінь · a3 чорний слон · c3 білий слон · g2 білий слон | f7 білий кінь · c6 білий пішак · e6 чорний король · g6 білий король · d5 білий кінь · f5 біла тура · f4 чорний пішак · g4 чорний кінь · a3 чорний слон · c3 білий слон · g2 білий слон | f7 білий кінь · c6 білий пішак · e6 чорний король · g6 білий король · d5 білий кінь · f5 біла тура · f4 чорний пішак · g4 чорний кінь · a3 чорний слон · c3 білий слон · g2 білий слон | f7 білий кінь · c6 білий пішак · e6 чорний король · g6 білий король · d5 білий кінь · f5 біла тура · f4 чорний пішак · g4 чорний кінь · a3 чорний слон · c3 білий слон · g2 білий слон | 4 |
| 3 | f7 білий кінь · c6 білий пішак · e6 чорний король · g6 білий король · d5 білий кінь · f5 біла тура · f4 чорний пішак · g4 чорний кінь · a3 чорний слон · c3 білий слон · g2 білий слон | f7 білий кінь · c6 білий пішак · e6 чорний король · g6 білий король · d5 білий кінь · f5 біла тура · f4 чорний пішак · g4 чорний кінь · a3 чорний слон · c3 білий слон · g2 білий слон | f7 білий кінь · c6 білий пішак · e6 чорний король · g6 білий король · d5 білий кінь · f5 біла тура · f4 чорний пішак · g4 чорний кінь · a3 чорний слон · c3 білий слон · g2 білий слон | f7 білий кінь · c6 білий пішак · e6 чорний король · g6 білий король · d5 білий кінь · f5 біла тура · f4 чорний пішак · g4 чорний кінь · a3 чорний слон · c3 білий слон · g2 білий слон | f7 білий кінь · c6 білий пішак · e6 чорний король · g6 білий король · d5 білий кінь · f5 біла тура · f4 чорний пішак · g4 чорний кінь · a3 чорний слон · c3 білий слон · g2 білий слон | f7 білий кінь · c6 білий пішак · e6 чорний король · g6 білий король · d5 білий кінь · f5 біла тура · f4 чорний пішак · g4 чорний кінь · a3 чорний слон · c3 білий слон · g2 білий слон | f7 білий кінь · c6 білий пішак · e6 чорний король · g6 білий король · d5 білий кінь · f5 біла тура · f4 чорний пішак · g4 чорний кінь · a3 чорний слон · c3 білий слон · g2 білий слон | f7 білий кінь · c6 білий пішак · e6 чорний король · g6 білий король · d5 білий кінь · f5 біла тура · f4 чорний пішак · g4 чорний кінь · a3 чорний слон · c3 білий слон · g2 білий слон | 3 |
| 2 | f7 білий кінь · c6 білий пішак · e6 чорний король · g6 білий король · d5 білий кінь · f5 біла тура · f4 чорний пішак · g4 чорний кінь · a3 чорний слон · c3 білий слон · g2 білий слон | f7 білий кінь · c6 білий пішак · e6 чорний король · g6 білий король · d5 білий кінь · f5 біла тура · f4 чорний пішак · g4 чорний кінь · a3 чорний слон · c3 білий слон · g2 білий слон | f7 білий кінь · c6 білий пішак · e6 чорний король · g6 білий король · d5 білий кінь · f5 біла тура · f4 чорний пішак · g4 чорний кінь · a3 чорний слон · c3 білий слон · g2 білий слон | f7 білий кінь · c6 білий пішак · e6 чорний король · g6 білий король · d5 білий кінь · f5 біла тура · f4 чорний пішак · g4 чорний кінь · a3 чорний слон · c3 білий слон · g2 білий слон | f7 білий кінь · c6 білий пішак · e6 чорний король · g6 білий король · d5 білий кінь · f5 біла тура · f4 чорний пішак · g4 чорний кінь · a3 чорний слон · c3 білий слон · g2 білий слон | f7 білий кінь · c6 білий пішак · e6 чорний король · g6 білий король · d5 білий кінь · f5 біла тура · f4 чорний пішак · g4 чорний кінь · a3 чорний слон · c3 білий слон · g2 білий слон | f7 білий кінь · c6 білий пішак · e6 чорний король · g6 білий король · d5 білий кінь · f5 біла тура · f4 чорний пішак · g4 чорний кінь · a3 чорний слон · c3 білий слон · g2 білий слон | f7 білий кінь · c6 білий пішак · e6 чорний король · g6 білий король · d5 білий кінь · f5 біла тура · f4 чорний пішак · g4 чорний кінь · a3 чорний слон · c3 білий слон · g2 білий слон | 2 |
| 1 | f7 білий кінь · c6 білий пішак · e6 чорний король · g6 білий король · d5 білий кінь · f5 біла тура · f4 чорний пішак · g4 чорний кінь · a3 чорний слон · c3 білий слон · g2 білий слон | f7 білий кінь · c6 білий пішак · e6 чорний король · g6 білий король · d5 білий кінь · f5 біла тура · f4 чорний пішак · g4 чорний кінь · a3 чорний слон · c3 білий слон · g2 білий слон | f7 білий кінь · c6 білий пішак · e6 чорний король · g6 білий король · d5 білий кінь · f5 біла тура · f4 чорний пішак · g4 чорний кінь · a3 чорний слон · c3 білий слон · g2 білий слон | f7 білий кінь · c6 білий пішак · e6 чорний король · g6 білий король · d5 білий кінь · f5 біла тура · f4 чорний пішак · g4 чорний кінь · a3 чорний слон · c3 білий слон · g2 білий слон | f7 білий кінь · c6 білий пішак · e6 чорний король · g6 білий король · d5 білий кінь · f5 біла тура · f4 чорний пішак · g4 чорний кінь · a3 чорний слон · c3 білий слон · g2 білий слон | f7 білий кінь · c6 білий пішак · e6 чорний король · g6 білий король · d5 білий кінь · f5 біла тура · f4 чорний пішак · g4 чорний кінь · a3 чорний слон · c3 білий слон · g2 білий слон | f7 білий кінь · c6 білий пішак · e6 чорний король · g6 білий король · d5 білий кінь · f5 біла тура · f4 чорний пішак · g4 чорний кінь · a3 чорний слон · c3 білий слон · g2 білий слон | f7 білий кінь · c6 білий пішак · e6 чорний король · g6 білий король · d5 білий кінь · f5 біла тура · f4 чорний пішак · g4 чорний кінь · a3 чорний слон · c3 білий слон · g2 білий слон | 1 |
|   | a | b | c | d | e | f | g | h |   |

FEN: 8/5N2/2P1k1K1/3N1R2/5pn1/b1B5/6B1/8

1. Le5? ~ 2. Sd8, Sg5#
1. … Le7 2. Sc7, Sf4#, 1. … f3!
1. Lf6! ~ 2. Sc7, S:f4#
1. … Ld6 2. Sd8, Sg5#